# Тумольский, Леонид Михайлович
Леонид Михайлович Тумольский (18 августа 1908 — 21 мая 1999) — советский геолог, дважды лауреат Государственной премии СССР.

## Биография
Окончил (без отрыва от производства) Иркутский политехнический институт (1937).
Работа:
- 1941—1949 главный инженер треста «Сибгеолнеруд»,
- 1949—1954 старший геолог треста «Союзслюда»,
- 1954—1958 управляющий трестом «Сибгеолнеруд»,
- 1958—1972 главный геолог Иркутского геологоуправления.

Первооткрыватель Онотское месторождение талькитов (1947), месторождений слюды, нерудного сырья, саянского месторождения магнезитов, алданских флогопитовых месторождений.

## Награды и звания
Сталинская премия 1952 года — за участие в открытии и разведке месторождений флогопита на Алдане.
Получил Государственную премию СССР 1967 года — за участие в открытии и переоценке Савинского месторождения магнезитов.
Награждён орденами Ленина, Трудового Красного Знамени, «Знак Почёта», четырьмя медалями, Почётной грамотой Президиума Верховного Совета РСФСР.